# Atherosperma moschatum
Atherosperma moschatum là một loài thực vật có hoa trong họ Atherospermataceae. Loài này được Labill. miêu tả khoa học đầu tiên năm 1806.